# Industria dello spettacolo
L’industria dello spettacolo (detta anche in inglese show business, talvolta abbreviata in show biz o in forma contratta showbiz), è un'espressione utilizzata per indicare tutte le attività industriali e commerciali connesse al mondo dello spettacolo e da esse direttamente e indirettamente dipendenti.

## Descrizione
Nell'ambito del business (che include managers, agenti, produttori e distributori), il termine si applica agli elementi creativi (inclusi artisti, performer, scrittori, musicisti e tecnici) ed è entrato in uso nel XX secolo, sebbene il termine sia stato usato nella stampa dal 1850 in poi. Dalla fine dell'Ottocento, acquisì un valore particolare se associato all'era del varietà nel significato che ancora oggi è in uso. La moderna industria dello spettacolo è associata anche all'industria della moda (creare tendenze e mode) nonché l'ambito della proprietà intellettuale e dei suoi diritti.

## Settori industriali e compagnie
Il settore dell'intrattenimento è suddiviso in più settori:
- Parchi divertimenti
- Animazione
- Circo
- Gestione degli eventi
- Industria cinematografica
- Industria delle scommesse
- Industria del gioco
- Home video e distribuzione
- Media
- Industria musicale
- Wrestling
- Industria del sesso
- Industria dello sport ed eventi sportivi
- Agenzia dei talenti
- Produzioni teatrali